# Romeo Pazzini
Romeo Pazzini (Verrucchio, 18 maggio 1855 – 1942) è stato uno scultore, pittore e ceramista italiano.

## Biografia
Studiò brevemente presso le Accademie di Forlì, Bologna, Parma e Firenze, ottenendo da ciascuna medaglie d'incoraggiamento e un diploma di maestro di ornamentazione. Si diplomò con lode all'Accademia di Belle Arti di Ravenna, dove ricevette premi per dipinti ad olio e per aver modellato un gruppo scultoreo intitolato Apoteosi di Re Vittorio Emanuele. Tra i suoi dipinti ad olio si ricordano: Gli ultimi giorni di Torquato Tasso e Esmeralda e Amore disperato. Divenne docente di Invenzione Decorativa presso le Scuole Tecniche e Magistrali di Ravenna.

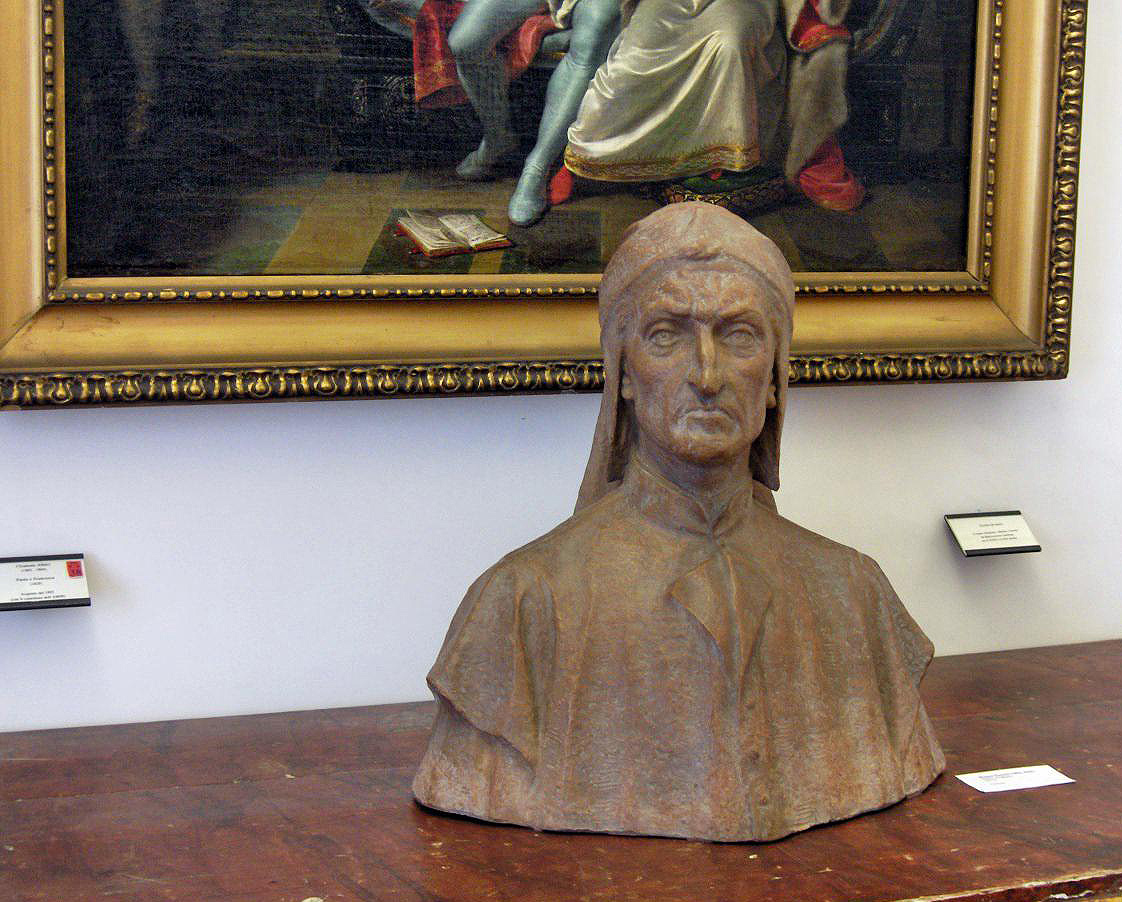
Busto di Dante al Museo della città di Rimini.

Successivamente si trasferì a Firenze e divenne responsabile del disegno per la scultura in ceramica presso la Ceramica Cantagalli, dove lavorò sotto Ulisse Cantagalli, e realizzò statuette e bassorilievi sia in stile moderno che rinascimentale, ricordando Lucca della Robbia e Benvenuto Cellini. La Pinacoteca Moretti conserva uno scudo araldico in terracotta della città di Civitanova, scolpito dal Pazzini.